# U-102号潜艇 (1917年)
陛下之102号潜艇是德意志帝国海军建造的一艘中型潜艇或称U艇。它由不来梅的威悉船厂承建，于1917年5月12日下水，至同年6月18日交付使用。U-102号是在第一次世界大战期间服役的329艘德国潜艇之一，曾参加过大西洋潜艇战。在其七次巡逻中，共击沉5艘协约国或中立国商船，容积总吨为9340吨。1918年9月末，U-102号在北海失踪，其残骸直至2006年才在奥克尼群岛以东被寻获。据推测，它可能是撞上了英国人布设的水雷阵而沉没。

## 设计
第一次世界大战爆发后，为了满足潜艇破交战的作战需求，德意志帝国海军潜艇监察局（Inspektion des U-Bootwesens）在U-43号（战时动员型）的基础上，研发出了一种技术上更为成熟的中型双壳体远洋潜艇。其排水量适中、性能均衡，非常适合北海和英国周边海域的作战环境。海军为此共计批出34艘订单，战术编号使用U-81至U-114号。实战证明，这一系列的潜艇具有出色的航海能力和稳定的耐用性，它们的许多布置也对后世IX級潛艇和国外一些潜艇的设计产生了影响。
U-102号是该系列第二批次的十号艇，也是由不来梅威悉船厂承建（U-99至U-104号）的第四艘。从这一批次开始，设计部门对艇体线形进行了优化，步行甲板扶手被取消，侧面舷墙降低高度后与艇体外壳融为一体，有效改善了潜艇的机动性能。但与基尔日耳曼尼亚船厂承建的同一批次产品（U-93至U-98号）相比，其艇体尺寸、排水量、航速和鱼雷装备等方面均显著下降，惟续航里程略为提高。U-102号的水上和水下排水量分别为750吨和952吨。其全长67.60米；舷宽6.32米，当中的耐压壳体宽为4.05米；有3.65米的吃水深度。艇只搭载有可在水上使用的两台猛狮六缸四冲程柴油发动机，总功率为2,400匹公制馬力（1,765千瓦特）；以及可在水下使用的西门子-舒克特双电动发电机，总功率为1,200匹公制馬力（883千瓦特）。这些发动机用以驱动双轴、每根轴各一个的直径1.65米长螺旋桨。它的潜航深度为50米。
U-102号在水上的最高速度达16.5節（30.6每小時），在水下的最高航速则为8.8節（16.3每小時）。它可以8節（15每小時）的速度在水上巡航10,100海里（18,700），或以5節（9.3每小時）的速度在水下巡航45海里（83）。该艇装备了四具直径为500毫米的鱼雷发射管，其中艏、艉各两具，并可合共携带至多12枚鱼雷；作为辅助武器的甲板炮则最初是一门88毫米30倍径速射炮，自1918年起又增加第二门88毫米炮和一门105毫米45倍径速射炮。其标准船员编制为4名军官及32名水兵。

## 历史
U-102号是由德意志帝国海军作为F项战时订单（Kriegsauftrag F）的一部分，于1915年9月15日向不来梅的威悉船厂订购，建造编号为253。艇体自1916年8月12日开建，1917年5月12日下水，至同年6月18日在首任艇长、海军上尉恩斯特·基尔曼的指挥下正式交付使用。继基尔曼之后，库尔特·拜岑上尉（1917年11月26日－1918年9月27日）也曾担任过该艇指挥官。完成海试后，U-102号自1917年8月5日起被编入分驻黑尔戈兰和威廉港的第二潜艇区舰队服役，并一直隶属于该部队直至失事。
第一次世界大战期间，U-102号在北大西洋东部的不列颠岛周边海域完成了七次巡逻；共击沉5艘协约国或中立国商船，容积总吨为9340吨。其中，U-102号曾于1917年8月21日在爱尔兰的托里岛西北部海域向英国武装商船巡洋舰弗吉尼亚号发动鱼雷攻击。尽管其右舷船艉被击中，炸死了3名船员，但这艘容积总吨达10757吨的前远洋客轮仍然能够维持漂浮，并设法驶回斯威利湖。被U-102号击沉的最大型船舶则是容积近3700总吨的英国货轮切维厄特山脉号（Cheviot Range），它是在从印度杜蒂戈林前往英国的途中，于1918年2月21日行至利泽德角以南约25海里（46）处中鱼雷沉没，造成27人罹难。
1918年9月底，U-102号在结束巡逻后，从不列颠岛返航的途中失踪。据推测，它可能是在行经奥克尼群岛和设得兰群岛之间的北海水雷阵时，不慎触雷沉没，并连同艇内42名官兵一起葬身大海。潜艇的残骸于2006年通过声纳探测在奥克尼群岛以东寻获，并于2007年由潜水员确认为U-102号。

## 袭击历史摘要
| 日期           | 船名           | 船籍         | 吨位 （容积总吨） | 结局 |
| -------------- | -------------- | ------------ | ----------------- | ---- |
| 1917年8月21日  | 弗吉尼亚号     | 英國皇家海軍 | 10757             | 击伤 |
| 1917年12月8日  | 吕西安号       | 法國         | 200               | 击沉 |
| 1917年12月13日 | 十一月号       | 西班牙       | 3500              | 击沉 |
| 1918年2月21日  | 切维厄特山脉号 | 英国         | 3691              | 击沉 |
| 1918年3月3日   | 罗密欧号       | 英国         | 1730              | 击沉 |
| 1918年6月24日  | 卡罗琳号       | 丹麦         | 219               | 击沉 |

## 脚注
1. 1 2  Helgason, Guðmundur. . German and Austrian U-boats of World War I - Kaiserliche Marine - Uboat.net.   [2021-12-08].
2. 1 2 3  Gröner 1991，第12–14頁.
3. 1 2  Helgason, Guðmundur. . German and Austrian U-boats of World War I - Kaiserliche Marine - Uboat.net.   [2021-12-08].
4. 1 2  Helgason, Guðmundur. . German and Austrian U-boats of World War I - Kaiserliche Marine - Uboat.net.   [2021-12-08].
5. 1 2  陈进，第71頁.
6. ↑  Herzog，第50頁.
7. ↑  Helgason, Guðmundur. . German and Austrian U-boats of World War I - Kaiserliche Marine - Uboat.net.   [2021-11-29].
8. ↑  Herzog，第48頁.
9. ↑  Herzog，第136頁.
10. ↑  Herzog，第123頁.
11. ↑  Herzog，第69頁.
12. ↑  Helgason, Guðmundur. . German and Austrian U-boats of World War I - Kaiserliche Marine - Uboat.net.   [2021-12-08].
13. ↑  Fisher, John (编). . Royal Navy Log Books of the World War 1 Era. Naval History.Net.   [2021-12-08]. （原始内容存档于2016-03-17）.
14. ↑  Helgason, Guðmundur. . German and Austrian U-boats of World War I - Kaiserliche Marine - Uboat.net.   [2021-12-08].
15. ↑  Kemp，第57頁.
16. ↑  .   [2016-05-27]. （原始内容存档于2009-11-12）.
17. ↑  Helgason, Guðmundur. . German and Austrian U-boats of World War I - Kaiserliche Marine - Uboat.net.   [2015-01-26].